# TT120
La tombe thébaine TT 120 est située à Cheikh Abd el-Gournah, dans la nécropole thébaine, sur la rive ouest du Nil, face à Louxor en Égypte.
C'est la sépulture d'Âanen, chancelier de Basse-Égypte, prêtre-sem d'Héliopolis, et « Père Divin » durant le règne d'Amenhotep III, dont il est le beau-frère (la reine Tiyi étant sa sœur).
Elle a été partiellement restaurée en 2002 par Lyla Pinch Brock.